# Fengze
Fengze är ett stadsdistrikt och säte för stadsfullmäktige i Quanzhou i provinsen Fujian i sydöstra Kina.
Fengze är indelat i åtta stadsdelsdistrikt:
- Beifeng (北峰街道)
- Chengdong (城东街道)
- Donghai (东海街道)
- Donghu (东湖街道)
- Fengze (丰泽街道)
- Huada (华大街道)
- Qingyuan (清源街道)
- Quanxiu (泉秀街道)